# Mariano Torre
Mariano Torre (Ushuaia, 27 dicembre 1977) è un attore e cantante argentino.

## Carriera
Nel 1998 inizia la sua carriera di attore con il film El juguete rabioso, dove è il protagonista. Dal 1999 al 2000 esordisce in televisione in Verano del '98, nei panni di un adolescente omosessuale con molti conflitti interni. Nel 2001 recita in un'altra serie dedicata al pubblico adolescente, Enamorarte, con Celeste Cid e Emanuel Ortega come protagonisti. Oltre alla televisione prende parte al cast del film A contra luz.
Nel 2002 recita in Mil millones. Nel 2003 recita nella commedia di successo Costumbres Argentinas, una delle storie che gli porta un gran riconoscimento in carriera. Nel 2004 fa parte del cast di El deseo, ma è un fallimento. Lo stesso anno recita in Copias. Seguono partecipazioni in serie di grande successo in serie come Los Roldán e Casados con Hijos, nel 2005. 
Inoltre dirige un video musicale, Adoquines, della sua ex, la cantante Daniela Herrero. Nel 2006 recita nella opera Lisandro, e nel 2007 in Arlequín, servidor de dos patrones insieme a Luisana Lopilato, Eugenia Tobal, Maxi Ghione, tra gli altri. Nel 2007 inoltre ritorna in televisione nel cast dell'opera di poco successo El capo. Inoltre è protagonista di uno dei capitoli conclusivi di Televisión por la identidad. Il 2007 è anche l'anno in cui inizia il canto con la band Ambulancia, essendo parte della band di attori musicisti insieme a Muriel Santa Ana e Mike Amigorena.
È protagonista nel 2008, della commedia Aquí no hay quien viva. Dovuto al scarso successo di questa storia, a metà dell'anno è chiamato da Cris Morena per prendere parte al cast della serie di successo per adolescenti, Teen Angels. Lì interpreta all'inizio Serafín, un detective privato contrattato da Salvador Quiroga (Nicolás Pauls), in cui si scopre che questo stesso è in realtà il famoso e temuto Juan Cruz York. Ritorna l'anno successivo, nella terza stagione, come Camilo Estrella figlio del cattivo Juan Cruz. Lì si innamora della protagonista Paz Bauer. Inoltre nel 2009 è protagonista della versione teatrale nel Gran Rex. Nel 2010 a prescindere dal successo della serie, decide di non prendere parte alla quarta stagione. Durante questo anno fa parte del cast del film Belgrano, dove torna a lavorare con Paula Reca.
In televisione realizza partecipazione in alcune puntate nel successo: Para vestir santos - A proposito di single, di Pol-ka Producciones. Sempre in televisione recita nella la miniserie El paraíso con Agustina Cherri. Inoltre partecipa nelle serie di successo come Herederos de una venganza e Decisiones de vida.
Nel 2012 è protagonista in teatro nell'opera Incendios e al cinema è protagonista nel film Otro corazón. Nel 2014 è protagonista di Coma insieme a Luz Cipriota. Nel 2016 prende parte alla serie Los ricos no piden permiso come Pedro, il terzo incomodo della coppia di Agustina Cherri e Gonzalo Heredia.

## Filmografia

### Cinema
- El juguete rabioso, regia di Javier Torre (1998)
- Contraluz, regia di Bebe Kamin (2001)
- Belgrano, regia di Sebastián Pivotto (2010)
- Otro corazón (2012)

### Televisione
- El juguete rabioso (1998)
- Verano del '98 – serial TV (1999-2000)
- Enamorarte – serial TV  (2001)
- Tiempo final – serie TV (2001)
- 1000 millones – serial TV (2002)
- Costumbres argentinas – serial TV (2003)
- El deseo – serial TV (2004)
- Los Roldán – serial TV (2004)
- Casados con Hijos – serial TV (2005-2007)
- El Capo – serial TV (2007)
- Aquí no hay quien viva – serie TV (2008)
- Teen Angels (Casi Ángeles) – serial TV (2009-2010)
- Para vestir santos - A proposito di single (Para vestir santos) – serial TV (2010)
- Herederos de una venganza – serie TV (2011)
- El paraíso – serie TV (2011-2012)
- Los ricos no piden permiso – serial TV (2016)
- Estocolmo – serie TV (2016)
- Maradona: sogno benedetto (Maradona: sueño bendito) - serie TV, 4 episodi (2021)

## Teatro
- Minetti (2003)
- Copias (2004)
- Lisandro (2006)
- Arlequín, servidor de dos patrones (2007)
- Ambulancia, una banda de des-generados (2007)
- Casi Ángeles (2009)
- Incendios (2013)
- Antes después de ahora (2013)
- La momia (2017)
- Niní en el aire (2018)
- Gente feliz (2019)